# Leptodrassus
Leptodrassus là một chi nhện trong họ Gnaphosidae.